# Kastellia (Focida)
Kastellia  este un oraș în Grecia în prefectura Focida.